# Cherublemma emmelas
Cherublemma emmelas är en fiskart som först beskrevs av Gilbert, 1890.  Cherublemma emmelas ingår i släktet Cherublemma och familjen Ophidiidae. Inga underarter finns listade i Catalogue of Life.